# Salix paratetradenia
Salix paratetradenia är en videväxtart som beskrevs av C. Wang och P.Y. Fu. Salix paratetradenia ingår i släktet viden, och familjen videväxter. Utöver nominatformen finns också underarten S. p. yatungensis.